# Ромер, Дэвид
Дэ́вид Ро́мер (англ. David Hibbard Romer; родился 13 марта 1958, США) — американский экономист, профессор кафедры экономики имени Германа Руайе Калифорнийского университета в Беркли, соавтор модели Мэнкью-Ромера-Вейла.

## Биография
Дэвид Ромер родился 13 марта 1958 года.

В 1980 году закончил Принстонский университет со степенью бакалавра экономики с отличием.

В 1980—1981 годах работал младшим сотрудником Совета экономических консультантов.

В 1985 году удостоен докторской степени по экономике в Массачусетском технологическом институте.

В 1985—1988 годах начал преподавательскую деятельность в качестве ассистента профессора экономики в Принстонском университете.

В 1988—1990 годах исполнял обязанности ассоциированного профессора экономики Калифорнийского университета в Беркли.

В 1990—1993 годах — ассоциированный профессор Калифорнийского университета в Беркли.

В 1993—2000 годах — полный профессор экономики в Калифорнийского университета в Беркли.

С 2000 года — профессор кафедры экономики имени Германа Руайе Калифорнийского университета в Беркли.

С 2003 года — директор программ монетарной экономики Национального бюро экономических исследований.

С 2006 года — член Американской академии искусств и наук.

С 2007 года — член Американской экономической ассоциации.

В 2009—2010 годах — старший научный сотрудник Международного валютного фонда.
Семья
Дэвид женат на профессоре экономики Калифорнийского университета в Беркли Кристине Ромер, занимавшей в 2009—2010 пост председателя Совета экономических консультантов.

## Награды
Дэвид Ромер за свои достижения был награждён:
- 1981 — четырёхлетняя стипендия на обучение в аспирантуре от Национального научного фонда;
- 1984 — двухлетняя стипендия фонда Альфреда Слоуна на написание диссертации;
- 1991 — исследовательская стипендия от фонда Альфреда Слоуна[англ.].